# 金色瘤葵海葵
金色瘤葵海葵（Condylactis aurantiaca）俗称金海葵（golden anemone），是海葵科海葵属中的一種動物 。該物種主要埋在沙子或沉积物中。人們目前只在地中海水下80米处发现該物種。 